# RAF High Wycombe
La RAF High Wycombe est une base de la Royal Air Force située dans le village de Walters Ash (en), près de High Wycombe, dans le Buckinghamshire, en Angleterre. Il abrite le quartier général du commandement aérien et avait été conçu à l'origine pour abriter le RAF Bomber Command à la fin des années 1930. La base est également le siège du Groupe aérien européen.
Le Wing Commander Alan Oakeshott avait initialement suggéré l'emplacement de la station lorsque le ministère de l'Air cherchait un nouveau site sécurisé pour le Bomber Command, à Londres. 
La devise de RAF High Wycombe en latin est « Non Sibi », ce qui signifie « pas pour nous-mêmes ».

## Historique

### Construction
Avant le déclenchement de la Seconde Guerre mondiale, le ministère de l'Air cherchait un lieu sûr pour le RAF Bomber Command, loin de Londres. Les zones boisées situées près de Naphill (en), Walters Ash (en) et Lacey Green ont été suggérées par le Wing Commander Alan Oakeshott comme étant idéales à cet effet, car les arbres pouvaient fournir un camouflage naturel depuis les airs.
Les bâtiments ont été conçus pour ressembler à d'autres usages, tels que le mess des officiers, qui a été construit pour ressembler à un manoir. La caserne de pompiers a été construite avec une tour pour ressembler à une église de village. Les arbres ont été préservés autant que possible pour maintenir le camouflage fourni. Les routes ont été aménagées de manière à éviter la plupart des arbres. Les travaux de construction ont été effectués par John Laing et Fils, avec 400 ouvriers et 80 spécialistes impliqués. Des tunnels ont été creusés pour relier chaque bloc de la station, reliés à un bloc d'opérations construit à 17 mètres sous terre.
Pour préserver le secret, la station était connue sous le nom de "Southdown" en mars 1940, dans le cadre d'une directive du ministère de l'Air. L'adresse postale du site était indiquée comme "GPO High Wycombe".
Alors que High Wycombe n’était pas une base aérienne officielle, un petit aérodrome était utilisé dans le village voisin de Lacey Green, situé à moins de 2 kilomètres au nord. L’aérodrome n’était pas pavé et était utilisé pour de petits vols à destination de RAF High Wycombe, il n’a été utilisé que de juin 1944 à fin 1945,.
Pendant la Seconde Guerre mondiale, High Wycombe fut utilisé par la 325th Photographic Wing de l'United States Army Air Forces du 9 août 1944 au 20 octobre 1945.

### Guerre froide
Pendant la guerre froide, la direction de l'UKWMO (en) aurait été affecté au commandement des opérations aériennes régionales du Royaume-Uni (UK RAOC), dans le bunker nucléaire du centre d'opérations du Strike Command de la RAF High Wycombe afin de déclencher l'Alerte quatre minutes en cas de raid aérien. Les alertes auraient été instantanément distribué dans tout le pays par le système de diffusion d’alerte HANDEL (en) via 250 points de contrôle situés dans les principaux quartiers généraux de la police et 17 000 récepteurs WB400 (plus tard WB1400) dans les quartiers généraux des forces armées, des hôpitaux, des bureaux de poste, des postes du Royal Observer Corps (en) et des résidences privées ; dans les zones rurales isolées, des sirènes à commande manuelle ont remplacé les sirènes utilisées dans les zones urbaines.
En 1958, le quartier général de la 7th Air Division du Strategic Air Command, qui soutenait les opérations du SAC au Royaume-Uni, a été transféré à High Wycombe depuis RAF South Ruislip et a commandé toutes les opérations du SAC jusqu'en 1965.
Le 1er juillet 1994, le quartier général des forces alliées en Europe du Nord-Ouest (AFNORTHWEST) de l'OTAN a été établi à High Wycombe.

## Opérations actuelles

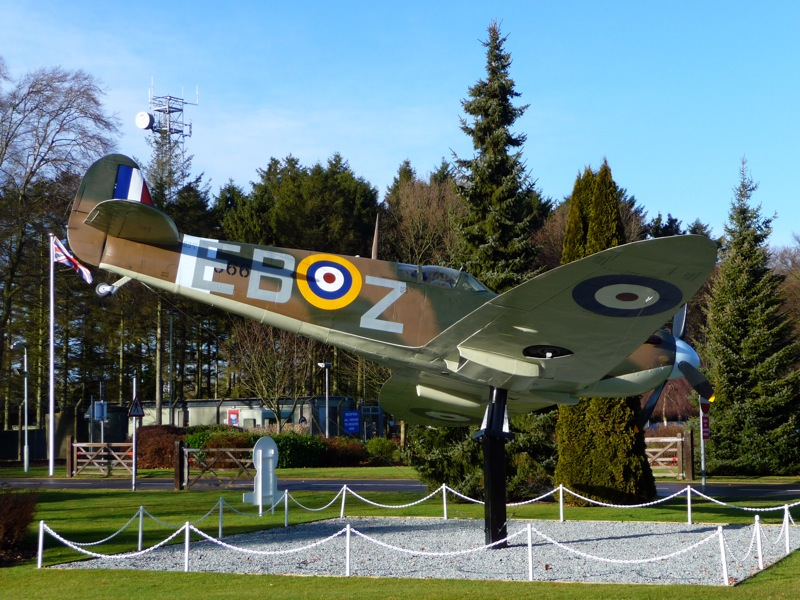
Supermarine Spitfire IIa, P7666, EB-Z, "Observer Corps", the personal mount of Olympic Hurdler and OC, 41 Squadron, Sqn Ldr Don Donald Finlay, 1940-41, is the gate guardian at RAF High Wycombe.

La RAF High Wycombe est située à environ 5 kilomètres de la ville de High Wycombe, et est réparti sur trois sites - le site no 1 héberge le quartier général du commandement, les quartiers généraux des groupes 1, 2, 22 (formation) et 38, ainsi que le centre d'opérations aériennes combinées du Royaume-Uni (UK CAOC), le site no 2 abrite le mess des officiers, tandis que le site no 3 est la zone vie. Il existe un grand bunker sur le site, dont l'existence est officiellement classée, mais qui est néanmoins clairement visible sur les photographies satellites. Une station météorologique automatique a été installée dans le complexe en 1995 (numéro OMM 03660) sous le nom officiel de "station High Wycombe, HQAIR".
Le site abritait le RAF Strike Command avant son intégration au RAF Air Command, nouvellement formé, le 1er avril 2007. Le commandement aérien est commandé par un Air Chief Marshal, le groupe No 38 est commandé par un Air Vice-Marshal tandis que la RAF High Wycombe est commandée par un Group Captain.
Depuis 2009, la station est responsable de l'examen des observations d'OVNIS dans le cadre des efforts pour identifier d'éventuelles incursions militaires non autorisées dans l'espace aérien du Royaume-Uni. Les fonctionnaires chargés d'examiner ces observations ont été transférés depuis le bâtiment principal du ministère de la Défense à Londres.
Le ministère de la Défense et Serco ont signé un contrat de dix ans en février 2010 pendant lequel Serco fournirait des services d'assistance à RAF High Wycombe et à RAF Halton, notamment des services de loisirs, de soutien général et de restauration[pertinence contestée].
En juillet 2011, l'acteur David Jason a officiellement ouvert le nouveau centre d'assistance sociale de la base, portant le nom du Wing Commander Alan Oakeshott.
Le 1er avril 2021, le United Kingdom Space Command (en) est institué avec son QG sur la base.

## Unités actuelles
Les unités suivantes sont basées sur la RAF High Wycombe.

### Royal Air Force
Air Command (en)
- Headquarters Air Command
- Joint Force Air Component Commander (en)

No. 1 Group (Air Combat)
- Headquarters No. 1 Group
- Joint Ground Based Air Defence Headquarters (en)

No. 2 Group (Air Combat Support)
- Headquarters No. 2 Group

No. 22 Group (Training) (en)
- Headquarters No. 22 Group

No. 38 Group (Air Combat Service Support) (en)
- Headquarters No. 38 Group

### Autres
Groupe aérien européen
- QG du Groupe aérien européen

United Kingdom Space Command (en)
- QG de ce commandement fondé le 1er avril 2021[12]